# Великопольська хроніка
Великопо́льська хро́ніка (лат. Chronica Poloniae Maioris, пол. Kronika wielkopolska) — середньовічна польська хроніка. Написана наприкінці ХІІІ — початку XIV ст. у Великопольщі латинською мовою як компілятивний твір. Автор невідомий; серед ймовірних редакторів — познанський єпископ Богухвал, познанський кустош Годислав Башко, Ян з Чарнкова тощо. Описує історію Польщі від легендарних часів до 1273 року. Мета твору — запис діянь польських правителів. Стилістично поділяється на 2 частини. Відомості до початку ХІІІ ст. базуються на Хроніці Галла Аноніма (до 1113) та праці Вінцентія Кадлубека (до 1202). Оригінал втрачений; збереглася у 9 списках XV ст.

## Назва
Оригінальна назва невідома. Інші назви:
- Хроніка Польщі (пол. Chronicum Poloniae)
- Велика хроніка ляхів і поляків (лат. Cronica magna Lechitarum et Polonorum)
- Велика або довга хроніка про поляків або ляхів (лат. Chronica magna seu longa polonorum seu lechitarum).

## Видання
- Boguphali II. episcopi Poznaniensis Chronicon Poloniae: cum continuatione Pasconis custodis Posnaniensis // Scriptores rerum Silesiacarum, T. 2. Friedrich Wilhelm Sommersberg (ed.). Wrocław: Michaelus Hubertus, 1730, s. 18–78.
- Boguphali. II. de armis et Domo Rosarum Episcopi Posnaniensis Chronicon Poloniae cum Continuatione, à pag. 132. Baszkonis Custodis Pos.. Friedrich Wilhelm Sommersberg (ed.), Józef Andrzej Załuski (red.). Warszawa: XX. Pijarzy, 1752.
- Boguphali II episcopi Posnaniensis Chronicon Poloniae, cum continuatione Basconis custodis Posnaniensis // Monumenta Poloniae Historica, T. 2. Wacław Alexander Maciejowski (ed.), August Bielowski (red.). Lwów: August Bielowski, 1872, s. 467—598.
- Chronica Poloniae maioris. Brygida Kürbis (ed.). Warszawa: Państwowe Wydawnictwo Naukowe, 1970, seria: Monumenta Poloniae Historica series nova, Vol. 8.

## Переклади
- Kronika Lechitów i Polaków napisana przez Godzisława Baszko Kustosza Poznańskiego w drugiey połowie wieku XIII: z dawnego Rękopismu Biblioteki Willanowskiéy przetłomaczona. Hipolit Kownacki (tł.). Warszawa: XX. Pijarzy, 1822.  [Архівовано 15 липня 2019 у Wayback Machine.]
- Kronika wielkopolska. Kazimierz Abgarowicz (tł.), Brygida Kürbis (red.). Kraków: Towarzystwo Autorów i Wydawców Prac Naukowych Universitas, 2010.
- «Великая хроника» о Польше, Руси и их соседях. XI—XIII вв. / Пер. с лат. В. Л. Панина. Сост. Л. М. Попова, Н. И. Щавелева. Под ред. В. Л. Янина. Москва: Изд-во МГУ, 1987.  [Архівовано 20 грудня 2016 у Wayback Machine.]